# تيريزا ألميدا
تيريزا ألميدا (بالبرتغالية: Teresa Almeida) مواليد 5 أبريل 1988، هي لاعبة كرة يد أنغولية تلعب كحارس مرمى. مثلت منتخب أنغولا لكرة اليد للسيدات. شاركت في دورة الألعاب الأولمبية الصيفية سنة 2016.

## سجل المنافسة
شاركت في البطولات التالية:
- الألعاب الأولمبية الصيفية 2016
- بطولة العالم لكرة اليد للسيدات 2013
- بطولة العالم لكرة اليد للسيدات 2015

## روابط خارجية
- تيريزا ألميدا على موقع الاتحاد الدولي لكرة اليد (الإنجليزية)
- تيريزا ألميدا على موقع اللجنة الأولمبية الدولية (الإنجليزية)
- تيريزا ألميدا على موقع أوليمبيديا (الإنجليزية)